# Geografia do Rio Grande do Sul
A Geografia do Rio Grande do Sul é um domínio de estudos e conhecimentos sobre as características geográficas do território gaúcho. A geomorfologia do Rio Grande do Sul é constituída por uma planície litorânea a leste (da Lagoa dos Patos e da Lagoa Mirim). No interior, ocorrem o Planalto sul-rio-grandense, a Depressão Periférica sul-rio-grandense, os Planaltos e Chapadas da Bacia do Paraná.
O leste do estado é banhado pelas Bacias Costeiras do Sul e seu rio principal é o Jacuí. A lagoa dos Patos, localizada perto do litoral, de água salgada, forma um notável viveiro de animais selvagens. No oeste, ocorre a região hidrográfica do Uruguai. Seus mais importantes tributários são o Passo Fundo, o Ijuí, o Piratini e o Ibicuí.
Tem um clima subtropical úmido. A temperatura média anual oscila entre 14ºC (nas áreas serranas das porções setentrional e norte-setentrional do estado) e 20ºC (outras regiões). A precipitação média anual oscila entre 1 500 mm e 2 500 mm, sendo mais baixo no sul, onde varia entre 1 000 mm e 1 500 mm.
Prevaleciam os campos e as matas no estado. Na porção oriental, também remanescem manchas de Mata Atlântica e, nas regiões mais altas do planalto, de Mata de Araucárias. Os campos equivalem especialmente, aos Pampas ou Campanha Gaúcha.

## Distribuição e localização do território

Mapa do Brasil apresentando a classificação de seus estados por área.

O estado do Rio Grande do Sul ocupa uma superfície de 281.730,223 km², incluindo suas águas internas, o que o torna a maior unidade federativa da região Sul do Brasil. Em termos de tamanho, é a nona maior do país, sendo superado em extensão apenas por estados como Acre, Pernambuco, Amapá, Ceará, Paraná e Santa Catarina, enquanto o Distrito Federal, Sergipe, Alagoas, Rio de Janeiro, Espírito Santo, Rio Grande do Norte e Paraíba são menores. A área do Rio Grande do Sul é comparável à do Equador, abrangendo cerca de 3,31% do território brasileiro.

### Localização, fronteiras e pontos extremos
O território do Rio Grande do Sul está situado na parte meridional em relação ao Trópico de Capricórnio, localizando-se inteiramente no hemisfério ocidental, ao sul e na zona temperada sul. Geograficamente, o estado se estende desde o paralelo de 27° 04' 49" de latitude sul até o paralelo de 33° 44' 42". Longitudinalmente, vai do meridiano de 49° 42' 22" de longitude oeste até 57° 38' 34" de longitude oeste. O estado possui uma maior extensão no sentido leste-oeste do que no sentido norte-sul. Essa diferença nas distâncias resulta em uma característica peculiar: o estado gaúcho é frequentemente descrito como quase equidistante, apresentando uma extensão de 771 km de leste a oeste e 742 km de norte a sul.
O estado está localizado no extremo sul do Brasil, ocupando uma vasta área que inclui grande parte do seu interior. A porção ocidental do estado é mais estreita em comparação à região centro-oriental. Possui limite terrestre com Santa Catarina ao norte, e com os departamentos uruguaios de Artigas, Rivera, Cerro Largo, Treinta y Tres e Rocha ao sul. A leste, é banhado pelo oceano Atlântico, enquanto a oeste, limita-se com as províncias argentinas de Misiones e Corrientes. Apenas um estado brasileiro da Região Sul faz divisa com este estado, que também possui diversas lagoas perto das dos Patos e Mirim. No total, são 3.307 km de fronteiras, dos quais 2.685 km são terrestres e 622 km correspondem ao litoral.
Os pontos extremos do território gaúcho são:
- Ao norte, um dos meandros do rio Uruguai, no município de Alpestre (27 graus, 04 minutos e 49 segundos de latitude S), na Região Geográfica Imediata de Nonoai, na divisa Rio Grande do Sul-Santa Catarina.[13]
- Ao sul, um meandro do arroio Chuí, denominado de Volta da Baleia, no município de Santa Vitória do Palmar (33 graus, 44 minutos e 42 segundos de latitude S), na Região Geográfica Imediata de Pelotas, na divisa internacional Rio Grande do Sul (Brasil)-Rocha (Uruguai).[13]
- O extremo leste do território gaúcho é a foz do rio Mampituba, no município de Torres (49 graus, 42 minutos e 22 segundos de latitude oeste), na região geográfica imediata do mesmo nome.[13]
- A oeste, a foz do rio Quaraí, tributário do rio Uruguai, no município de Barra do Quaraí (57 graus, 38 minutos e 34 segundos de longitude oeste), na Região Geográfica Imediata de Uruguaiana, na tríplice divisa internacional Rio Grande do Sul (Brasil)-Corrientes (Argentina)-Artigas (Uruguai).[13]

### Divisão política e fusos horários

Mapa da divisão administrativa do Rio Grande do Sul.

O estado do Rio Grande do Sul é uma entidade federativa permanente do Brasil, formado pela integração indissolúvel de seus 497 municípios, incluindo a capital, Porto Alegre. Esses municípios estão distribuídos em oito regiões geográficas intermediárias e 43 regiões imediatas. Dos 497 municípios, 14 estão situados no litoral e 483 no interior. Normalmente, a sede administrativa dos municípios é a cidade principal, frequentemente chamada de distrito-sede, especialmente quando o município se divide em diferentes distritos.
As divisões políticas são estabelecidas para facilitar a administração do território estadual e evoluíram ao longo do tempo, começando com a criação das vilas, que eventualmente se tornaram municípios, subdivididos em distritos e administrações regionais, além dos bairros oficiais. Em 2017, foi estruturada a divisão do estado em oito regiões geográficas intermediárias e 43 imediatas, paralelamente à configuração das áreas municipais no Rio Grande do Sul, exceto pelo município de Pinto Bandeira, criado posteriormente, na década de 2010. Atualmente, o estado do Rio Grande do Sul é composto por 497 municípios.
A região segue o fuso horário de Brasília, com uma diferença de três horas a menos em relação à hora de Greenwich (UTC-3). De outubro a fevereiro, durante o horário de verão, os ponteiros são adiantados em uma hora para aproveitar melhor a luz do dia e reduzir o consumo de energia.

## Geomorfologia

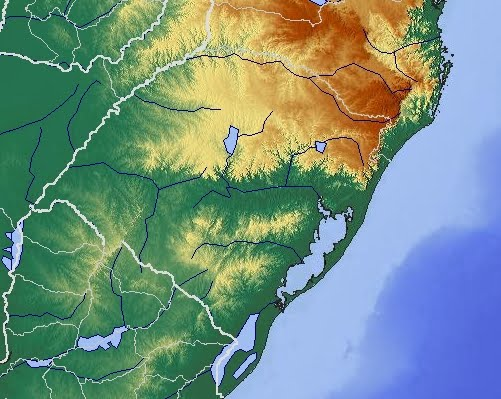
Mapa hipsométrico do Rio Grande do Sul

Os solos de floresta e os de campo apresentam grandes diferenças. Os primeiros são apropriados para a agricultura, enquanto os de campo são mais indicados para a pecuária. O estado do Rio Grande do Sul possui, em boa parte, relevo baixo, sendo que setenta por cento de sua área está aquém de 300 metros de altitude. A única região mais alta, com mais de 600 metros de altitude, no nordeste, alberga 11% da área total. É possível classificar quatro unidades morfológicas: a planície litorânea, o planalto dissecado de sudeste, a depressão central e o basáltico.

### Planície litorânea
Todo o leste do estado é formado pela planície litorânea, composta por solos arenosos com aproximadamente 500 km de comprimento na direção nordeste-sudoeste, com largura bastante irregular. As áreas de areia se estendem tanto nas margens leste quanto nas oeste das lagoas dos Patos e Mirim. Essas lagoas possuem um formato peculiar, com contornos dispostos em lóbulo, devido às pontas de areia que se projetam de ambos os lados em direção a elas. Diferente do que ocorre no interior das lagoas, a linha costeira tem um contorno mais regular. A planície costeira é composta pela junção de cordões de areia (restingas), que, por vezes, criam espaços vazios entre eles, os quais são ocupados por lagoas estreitas ou áreas alagadas (antigas lagoas preenchidas).

### Planalto dissecado de sudeste
Mais conhecido de forma incorreta como serras de sudeste, o planalto dissecado de sudeste apresenta um sistema de colinas cujo ponto máximo não excede 500m. Trata-se de um planalto antigo, cuja área aplainada só foi resguardada entre alguns rios. Esses solos de origem pré-cambriana formam o denominado escudo rio-grandense e compreendem toda a parte sul-oriental do estado, compondo uma região em forma de triângulo cujas extremidades equivalem razoavelmente aos centros urbanos de Porto Alegre, Dom Pedrito e Jaguarão. O agrupamento se encontra fragmentado, pelo vale do rio Camaquã, em duas grandes regiões, uma ao norte e outra a sul, intituladas serras de Erval e Tapes, nesta ordem. É o espaço característico dos campos, cuja melhor representação está situada na campanha gaúcha.

### Depressão central
Estruturada por solos paleozoicos, a depressão central se dispõe em um arco em torno do planalto dissecado ao sudeste, contornando-o pelos lados norte, oeste e sul. Com uma largura média de aproximadamente cinquenta quilômetros, essa área apresenta uma extensão total de cerca de 770 km, distribuída em 450 km na direção leste-oeste, 120 km de norte a sul e 200 km de oeste para leste. A suavidade de sua topografia e a baixa elevação em relação ao nível do mar, inferior a cem metros, permitem classificar a depressão central como uma planície levemente ondulada.

### Planalto basáltico

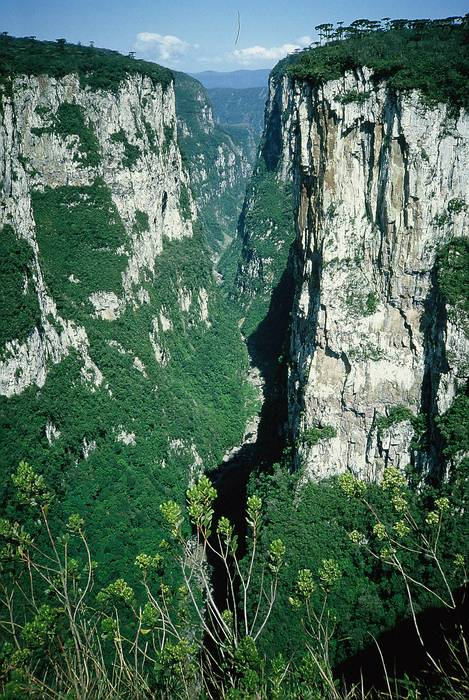
Cânion de Itaimbezinho.

A região noroeste do estado é compreendida pelo planalto basáltico, o qual descreve um arco em volta da depressão central. Este planalto, o qual possui, como característica distinta, a formação geológica, é constituído pela aglomeração ou sobreposição de sucessivas camadas de basalto (fluxos de lava), entremeados com estratos de arenito. Atingem profundidade bastante variável. No nordeste do estado, registra-se a profundidade máxima, responsável pela maior altitude do planalto nessa área.
A área do planalto possui um declive predominante na direção leste-oeste. No região nordeste, perto da costa, atinge seu ponto máximo, de 1 000 a 1 100m; em Vacaria alcança 960m; em Carazinho, 602m. Em Cruz Alta, 469m; no extremo oeste do estado, perto das margens do rio Uruguai, não passa de cem metros. O relevo é nivelado ou ligeiramente ondulada, no entanto, as correntes fluviais, que percorrem a zona mais alta, cavaram nela acentuadas ranhuras ou baixios, isolando separando blocos planos.
Uma característica notável do planalto é a sua transição para as regiões mais baixas com as quais se conecta. Ao nordeste, ele desce abruptamente em direção à planície costeira, formando um paredão íngreme ou escarpa, com desnível de quase mil metros, conhecida como "aparados da serra". Os rios, beneficiados pela forte inclinação, esculpiram profundas gargantas ou taimbés na região. Nesse trecho, próximo à fronteira com Santa Catarina, a escarpa que marca a borda do planalto segue paralela à costa. Em Osório, ela se desvia bruscamente para o oeste e, a partir desse ponto, começa a diminuir progressivamente sua altura. Na porção voltada para o sul, os rios que fluem em direção à depressão central abriram amplos vales. O contorno do planalto basáltico, no Rio Grande do Sul, recebe, como nos outros estados do sul do Brasil, a designação de serra Geral.

## Hidrografia

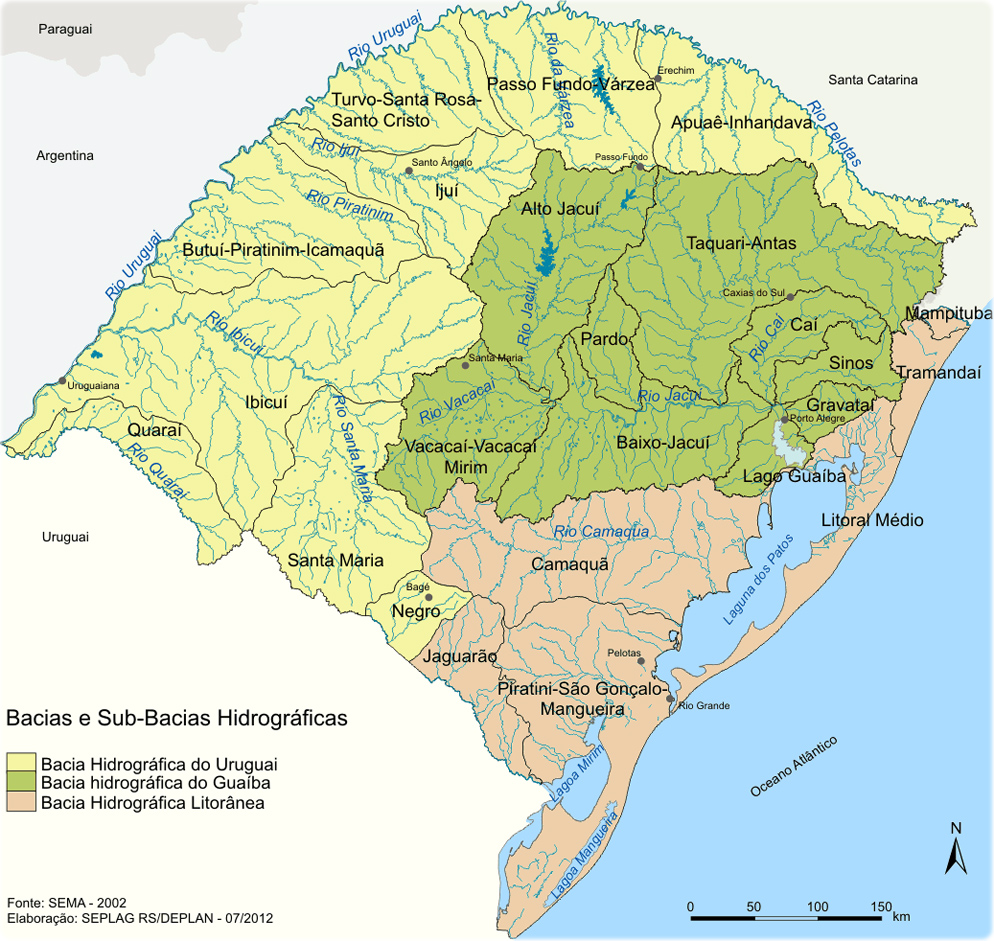
Mapa hidrográfico do Rio Grande do Sul.

A rede de drenagem do estado compreende cursos d'água que pertencem à bacia hidrográfica do rio Uruguai, bem como rios que fluem em direção ao oceano Atlântico. Os rios Jacuí, Taquari, Caí, Gravataí, Guaíba e dos Sinos, entre outros, são relativamente navegáveis. Toda a região oeste do estado, junto com uma estreita faixa ao longo da divisa com Santa Catarina, pertence à bacia do rio Uruguai. Além do próprio rio Uruguai e de seu afluente, o rio Pelotas, estão inclusos os afluentes da margem sul, como o Passo Fundo, o Ijuí, o Piratini, o Ibicuí e o Quaraí.
A bacia hidrográfica do Atlântico Sul abrange toda a porção leste do estado, onde a drenagem ocorre por rios cujas águas, antes de alcançar o oceano, deságuam em uma das lagoas costeiras. A lagoa Mirim recebe as águas do rio Jaguarão, enquanto a lagoa dos Patos é abastecida pelos rios Turuçu, Camaquã e Jacuí. Esta última, por meio do estuário do Guaíba, é conectada à lagoa dos Patos. Além disso, a lagoa dos Patos é ligada à lagoa Mirim pelo canal de São Gonçalo e ao mar pela barra do rio Grande. Outras lagoas de menor porte, como a Itapeva, dos Quadros, do Peixe e Mangueira, também estão presentes na planície litorânea.

## Clima

Mapa do clima no Rio Grande do Sul.

O estado do Rio Grande do Sul apresenta duas zonas climáticas distintas. Predomina o clima subtropical úmido, com precipitações bem distribuídas durante todo o ano e verões moderadamente quentes (classificação Cfa segundo Köppen), caracterizando a maior parte do território estadual. A temperatura média anual nessa região é de aproximadamente 18 °C, com um índice pluviométrico em torno de 1.500 mm. Em áreas mais elevadas do estado, como nas partes superiores do planalto basáltico e no planalto dissecado do sudeste, ocorre o clima subtropical com verões amenos (Cfb na classificação de Köppen), que registra uma média térmica anual de 16 °C e uma precipitação de aproximadamente 1.100 mm. Entre os ventos que ocorrem no estado, destacam-se dois de nomes regionais: o pampeiro, de origem quente e procedente dos pampas argentinos, e o minuano, frio e advindo das regiões andinas.
Em relação às precipitações, a área mais úmida do estado situa-se no planalto, com índices pluviométricos em torno de 1.900 mm anuais. Em contrapartida, a região com menor incidência de chuvas encontra-se no extremo sul, onde o município de Santa Vitória do Palmar registra precipitações anuais próximas de 1.100 mm.
A menor temperatura registrada no estado foi de −9,8 °C em Bom Jesus, no dia 1 de agosto de 1955. Por outro lado, a temperatura mais elevada foi de 42,6 °C, observada em Jaguarão, no sul do estado, em 1943. Cidades como Uruguaiana, Lajeado e Campo Bom destacam-se por recordes de calor durante o verão, com temperaturas que, ocasionalmente, ultrapassam os 40 °C. Durante o outono e o inverno, o estado também está sujeito ao fenômeno climático conhecido como "veranico", caracterizado por uma sequência de dias anormalmente quentes para a estação.

### Desastres naturais
O furacão Catarina, formado no dia 24 de março de 2004 e dissipado em 28 do mesmo mês e ano, era o maior registro de tornado no Atlântico Sul. O furacão alcançou a categoria 2 na Escala Saffir-Simpson, com ventos de até 160 km/h, que assolaram o extremo noroeste do Rio Grande do Sul e o litoral leste de Santa Catarina, provocando mais de 250 milhões de reais de prejuízos.
O Rio Grande do Sul é um dos estados brasileiros mais afetados por este tipo de fenômeno. O mais longo registro de tornado no estado era o de Muitos Capões, alcançando o fator F2 da Escala Fujita. Todos os registros de tornados no estado foram:
- 13 de fevereiro de 1999, no município de Osório, o primeiro registro.
- 11 de outubro de 2000, em plena Região Metropolitana de Porto Alegre.
- 03 de outubro de 2002, na cidade de Cruz Alta, cuja velocidade variou de 195 a 230 km/h.
- 8 de julho de 2003, que ocorreu na municipalidade de São Francisco de Paula.
- 11 de dezembro de 2003, ocorrido no município de Antônio Prado.
- 30 de agosto de 2005, no município de Muitos Capões, (tornado F2, seguido de granizo e chuva).
- 20 de outubro de 2007, na municipalidade de Ronda Alta (tornado F2, seguido de granizo e chuva).
- 14 de novembro de 2007, no noroeste do estado (tornado F1), foi seguido de bastante granizo e chuva, 90% das casas perderam suas telhas, determinadas habitações foram devastadas e uma Igreja Evangélica, prédios governamentais foram afetados e vários postes de luz, torres e árvores também caíram em Boa Vista do Buricá.
- 10 de setembro de 2008, na cidade de Tabaí. Tornado F1 afetou a BR-386, na comuna do mesmo nome, derrubando alguns veículos e diversas árvores.

## Vegetação

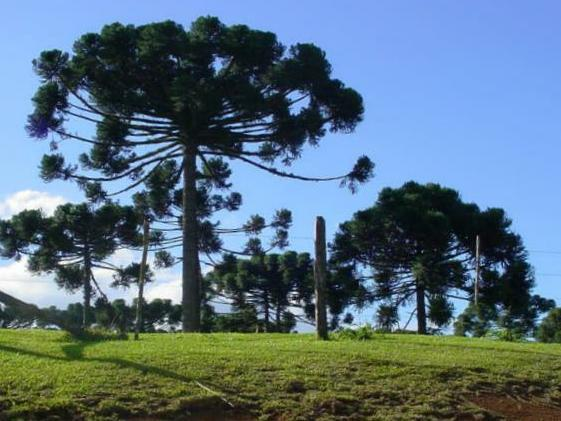
Araucárias, característica dos frios planaltos sul-rio-grandenses.

No Rio Grande do Sul, predominam dois tipos principais de vegetação: campos e florestas. A cobertura de campos, ou seja, regiões de gramíneas e vegetação rasteira, ocupa mais de dois terços do território estadual, distribuindo-se em áreas de relevo médio, como a depressão central e grande parte do planalto basáltico, caracterizadas por superfícies planas ou suavemente onduladas.

As florestas cobrem cerca de 29% das terras do estado, situando-se nas encostas e nas altitudes mais elevadas do planalto basáltico, bem como nas áreas mais acidentadas do planalto dissecado ao sudeste. Além disso, podem ser encontradas sob a forma de matas ciliares — vegetação que margeia rios e cursos d'água — e em capões isolados, esparsos entre os campos. Em altitudes acima de 400 metros, prevalece a floresta de araucárias, composta pela mistura de árvores de folhas largas e coníferas.

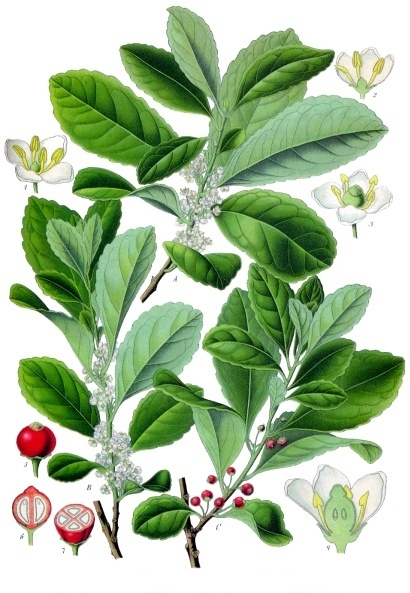
Ilex paraguariensis.

A erva-mate, recurso importante para a economia desde o início da colonização, cresce em dois tipos de mata. Adicionalmente, a vegetação litorânea, adaptada às areias costeiras, cobre aproximadamente 5% do estado.

## Fauna
Os campos do bioma Pampa, localizados ao sul, apresentam pastagens naturais. Ali, as matas ciliares florescem nas margens fluviais, enquanto o umbuzeiro, figueiras nativas e eucaliptos plantados oferecem abrigo ao gado. No planalto, dominam os bosques de araucárias, habitat para diversas espécies, como bugios, esquilos e pássaros, incluindo a gralha-azul, conhecida por enterrar pinhões, promovendo, assim, a regeneração das araucárias.
Nos campos abertos e nas áreas florestais, habitam animais como tatus, tamanduás, quatis, veados e antas, além de predadores, como a jaguatirica, a onça-parda e o gato-do-mato. Em lagoas litorâneas, especialmente nos alagados do Taim, encontram-se capivaras, jacarés-do-papo-amarelo e uma variedade de aves aquáticas. O pântano do Taim também serve de local de parada para aves migratórias da América do Norte. Nos grandes rios, destacam-se peixes como o dourado, o pintado e o curimbatá.
O quero-quero, ave conhecida como “sentinela dos pampas” entre os gaúchos, é considerado o símbolo do Rio Grande do Sul.

## Ecologia
No estado do Rio Grande do Sul, segundo informações do Instituto Chico Mendes de Conservação da Biodiversidade, existem atualmente 40 Unidades de Conservação (UCs). Essas incluem uma Área de Proteção Ambiental, uma Área de Relevante Interesse Ecológico, duas Estações Ecológicas, três Florestas Nacionais, três Parques Nacionais, um Refúgio de Vida Silvestre e 29 Reservas Particulares do Patrimônio Natural (RPPNs).
As UCs sob gestão federal incluem o Parque Nacional da Serra Geral, o Parque Nacional dos Aparados da Serra, o Parque Nacional da Lagoa do Peixe, a Floresta Nacional de Canela, a Floresta Nacional de São Francisco de Paula, a Floresta Nacional de Passo Fundo, a Área de Proteção Ambiental do Ibirapuitã, a Área de Relevante Interesse Ecológico do Pontal dos Latinos e dos Santiagos, a Estação Ecológica de Aracuri-Esmeralda, a Estação Ecológica do Taim e a Refúgio de Vida Silvestre da Ilha dos Lobos.

Apesar de ter sido o berço do primeiro movimento ecológico brasileiro, o estado enfrenta atualmente diversos desafios ambientais sérios, juntamente com uma escassez contínua de recursos financeiros e sociais. A região também apresenta uma extensa lista de espécies ameaçadas. No entanto, tanto iniciativas governamentais quanto ações da sociedade civil estão trabalhando para reverter esse quadro desfavorável, promovendo a conscientização ambiental e implementando importantes leis de proteção à natureza.